# اصل فیشر
اصل فیشر (به انگلیسی: Fisher's principle)، یک مدل تکاملی است که توضیح می‌دهد که چرا نسبت جنسی بیشتر گونه‌هایی که از طریق تولیدمثل جنسی تولید می‌کنند، بین نر و ماده تقریباً ۱:۱ است. AWF Edwards اشاره کرده‌است که «احتمالاً مشهورترین استدلال در زیست‌شناسی فرگشتی» است.
اصل فیشر توسط رونالد فیشر در کتاب خود با عنوان نظریه ژنتیکی انتخاب طبیعی در سال ۱۹۳۰ بیان شد (اما به اشتباه به عنوان اصلی به فیشر نسبت داده شده‌است). فیشر استدلال خود را در مورد هزینه‌های والدین بیان کرد و پیش‌بینی کرد که هزینه‌های والدین برای هر دو جنس باید برابر باشد. از این رو نسبت‌های جنسی ۱:۱ به نام «نسبت جنسی فیشری» (Fisherian sex ratio)، و آنهایی که ۱:۱ نیستند، «نسبت جنسی نافیشری» (non-Fisherian sex ratio) هستند یا نسبت جنسی فوق‌العاده (extraordinary sex ratio) هستند و به این دلیل رخ می‌دهند که مفروضات ارائه‌شده در مدل فیشر را زیر پا می‌گذارند.

## توضیح پایه‌ای
دبلیو دی همیلتون در مقاله خود در سال ۱۹۶۷ دربارهٔ «نسبت‌های جنسی فوق‌العاده» توضیح ساده زیر را با توجه به این شرط که نرها و ماده‌ها هزینه‌های برابر برای تولید دارند، ارائه کرد:
1. فرض کنید تولد نرها کمتر از ماده‌ها است.
2. پس از آن یک نر تازه متولدشده نسبت به یک ماده تازه متولدشده چشم‌انداز جفت‌گیری بهتری دارد و بنابراین می‌تواند انتظار داشته باشد که فرزندان بیشتری داشته باشد.
3. بنابراین والدینی که از نظر ژنتیکی تمایل به تولید نر دارند، بیشتر از میانگین تعداد نوه‌هایشان متولد می‌شوند.
4. بنابراین ژن‌های تمایلات نرزایی گسترش می‌یابند و تولد پسر شایع‌تر می‌شود.
5. با نزدیک‌شدن به نسبت جنسی ۱:۱، مزیت مرتبط با تولید نر از بین می‌رود.
6. در صورتی که ماده‌ها در سراسر جهان جایگزین نرها شوند، همین استدلال صادق است؛ بنابراین ۱:۱ نسبت تعادل است.

در زبان مدرن، نسبت ۱:۱ راهبرد پایدار تکاملی است.